# Bazai Gombade
Bazai Gombade (Baza'iGonbad) é uma cidade do Afeganistão, localizada na província de Badaquexão.